# فينزيل فوكس
فينزيل فوكس (بالألمانية: Wenzel Fuchs)‏ هو موسيقي وملحن نمساوي، ولد في 1963 في إنسبروك في النمسا.

## وصلات خارجية
- فينزيل فوكس على موقع ميوزك برينز (الإنجليزية)
- فينزيل فوكس على موقع أول ميوزيك (الإنجليزية)
- فينزيل فوكس على موقع ديسكوغز (الإنجليزية)